# Lyngør
58°38′0″N 9°08′10.22″Ø / 58.63333°N 9.1361722°Ø
Lyngør er en gammel uthavn og landsby, beliggende i Tvedestrand kommune i Agder fylke i Norge, omtrent midt mellem Risør og Tvedestrand. Byen ligger fordelt over flere øer. Adgang er kun mulig ved hjælp af båd, da der ikke findes veje eller biler på Lyngør. Den bedst tilgængelige adgang med bil til Lyngør er til Gjeving, som ligger på anden side af fjorden.
I dag er der omtrent 80 fastboende på Lyngør, meget takket være lokale virksomheder som sejlmagerloftet og andre små virksomheder. En stor del af husene i Lyngør bruges som ferieboliger i sommerhalvåret.
I anledning af Det europæiske turistår i 1991 kårede Europa-Kommissionen Lyngør til Europas bedst bevarede landsby. 

## Historie
Lyngørsundet er kendt for et dramatisk søslag under Napoleonskrigene, slaget ved Lyngør i 1812, hvor en britisk marinestyrke sænkede den dansk-norske fregat Najaden. En mindestøtte over denne begivenhed blev rejst i 1912. Vraget af Najaden blev fundet i sundet i 1957.
Lyngør fyr er et fyrtårn i beton lidt øst for Lyngør. Fyret blev bygget i 1889, og først automatiseret og fraflyttet i 2004.